# 한소 잇제르다

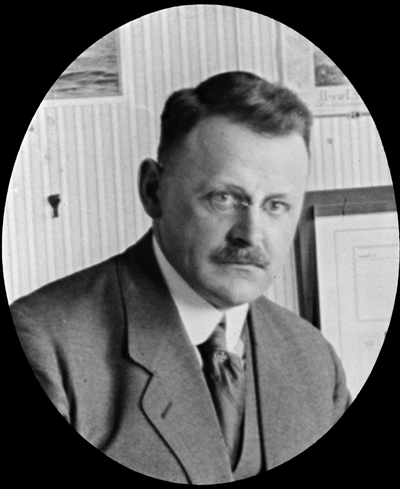
1919년의 잇제르다

한소 스호타뉘스 아 스테링아 잇제르다(네덜란드어: Hanso Schotanus á Steringa Idzerda, 1885년 9월 26일 – 1944년 11월 2일)는 네덜란드의 공학자, 발명가, 기업가이자 무선 기술의 선구자이다.
그는 1907년부터 1917년까지, 이미 발명되어 있던 3극 진공관을 무선 기술에 도입하기 위해 노력했다. 1919년 잇제르다는 사람의 목소리가 포함된 무선 메시지를 송수신할 수 있는 3극 진공관인 IDZ 램프를 발명했다. 1919년 11월 6일 그는 라디오 프로그램의 첫 공개 방송을 가졌다. 그의 프로그램은 음악으로 구성되어 있었고 그는 작품 사이에서 짧은 이야기를 나누었다. 그가 개인적으로 발명한 PCGG 송신기는 헤이그에서 잉글랜드까지 신호를 전송할 수 있었다. 이 프로그램에는 나중에 중요한 작가이자 라디오 제작자가 된 헤르만 더 만(Herman de Man)이 참석했다. 그때부터 이 프로그램은 매주 방송되었다. 1922년 데일리 메일지에서는 이전에 자신의 돈과 일부 기부로 운영 자금을 조달한 잇제르다를 후원하기로 결정했다. 데이리 메일지의 지원이 중단된 후 잇제르다의 회사는 파산했다.
잇제르다는 제2차 세계 대전 시기에 네덜란드 레지스탕스에 가담했다. 1944년 11월 2일, 그의 집 근처에서 테스트 중이던 V-2 로켓이 추락하여 잇제르다는 살펴보기로 마음을 먹었다. 그 지역을 떠나라는 명령에도 불구하고 그는 로켓 잔해에 접근하였고 즉시 독일 군대에 의해 사살되었다.